# Horná Kráľová
Horní Kráľová (maďarsky Királyi) je obec na Slovensku v okrese Šaľa. Žije v ní přibližně 1 900 obyvatel.

## Historie
První písemná zmínka o vsi pochází z roku 1113. V listině z roku 1113 je zapsána jako „De villa Crali“, tj. byla označena jako královský dvorec nebo vesnice. Studánka u vesnice byla na listině zapsána jako „Furry“, což znamená pramen. V současnosti je tento pramen známý jako Studnička na Gericom.
V letech 1975–1990 byl Horná Kráľová přičleněna k obci Sládečkovce (od roku 1992 Močenok).

## Přírodní poměry
Katastrální území obce je rozloženo v Podunajské nížině, na Nitranské tabuli a pahorkatině, západní část se snižuje k břehům řeky Váha. Centrum Horní Králové leží v nadmořské výšce 135 metrů. Nejnižší část katastru je ve výši 119 metrů. Zástavba vsi se táhne podél potoka Dlouhý kanál.
Katastrální území obce měří 1917 hektarů, z čehož je 1545 ha orné země, 33 hekatrů jsou vinohrady, 42 hektarů zahrady, 105 hektarů pastviny a 47 hektarů lesy. Do katastrálního území zasahuje část chráněného areálu Juhásove slance.

## Obyvatelstvo
Obyvatelstvo obce bylo v roce 2011 složeno z 85,9 % ze slovenské a 12,9 % maďarské národnosti.